# El Ejido
El Ejido – gmina w Hiszpanii, w prowincji Almería, w Andaluzji, o powierzchni 222,81 km². W 2011 roku gmina liczyła 83 104 mieszkańców.